# Costa Mediterranea (schip, 2003)
De Costa Mediterranea is een cruiseschip van Costa Crociere.

## Omschrijving
De Costa Mediterranea is een schip uit de Spirit-klasse, beheerd door de Costa Crociere Cruise Line. Het schip werd gebouwd op de Kvaerner Masa-Yards (momenteel Aker Finnyards) in Helsinki, Finland voor een bedrag van ruim € 400 miljoen. Haar ontwerp, net als haar zusterschip, de Costa Atlantica, is afgeleid van de Carnival Cruise Lines Spirit-klasse schepen, Carnival Spirit, Carnival Pride, Carnival Legend en de Carnival Miracle. Op 16 juni 2003 vertrok het schip op haar eerste reis van Genua naar Spanje en Portugal. De openbare ruimtes aan boord van de Costa Mediterranea, zoals het tien etages hoge Maschera d'Argento atrium, werden geïnspireerd en gebouwd volgens 16e- en 17e-eeuwse Italiaanse gebouwen, om het motto 'Mai visto niente di simile "(zoiets heb je nog nooit gezien) weer te geven. De twaalf dekken zijn vernoemd naar mythologische en historische figuren: Circe, Tersicore, Bacco, Teseo, Orfeo, Narciso, Prometeo, Pegaso, Armonia, Cleopatra, Pandora en Medea.